# Нидерландские Антильские острова на летних Олимпийских играх 1972
Нидерландские Антильские острова принимали участие в Летних Олимпийских играх 1972 года в Мюнхене (ФРГ) в пятый раз за свою историю, но не завоевали ни одной медали.